# Otozephalie

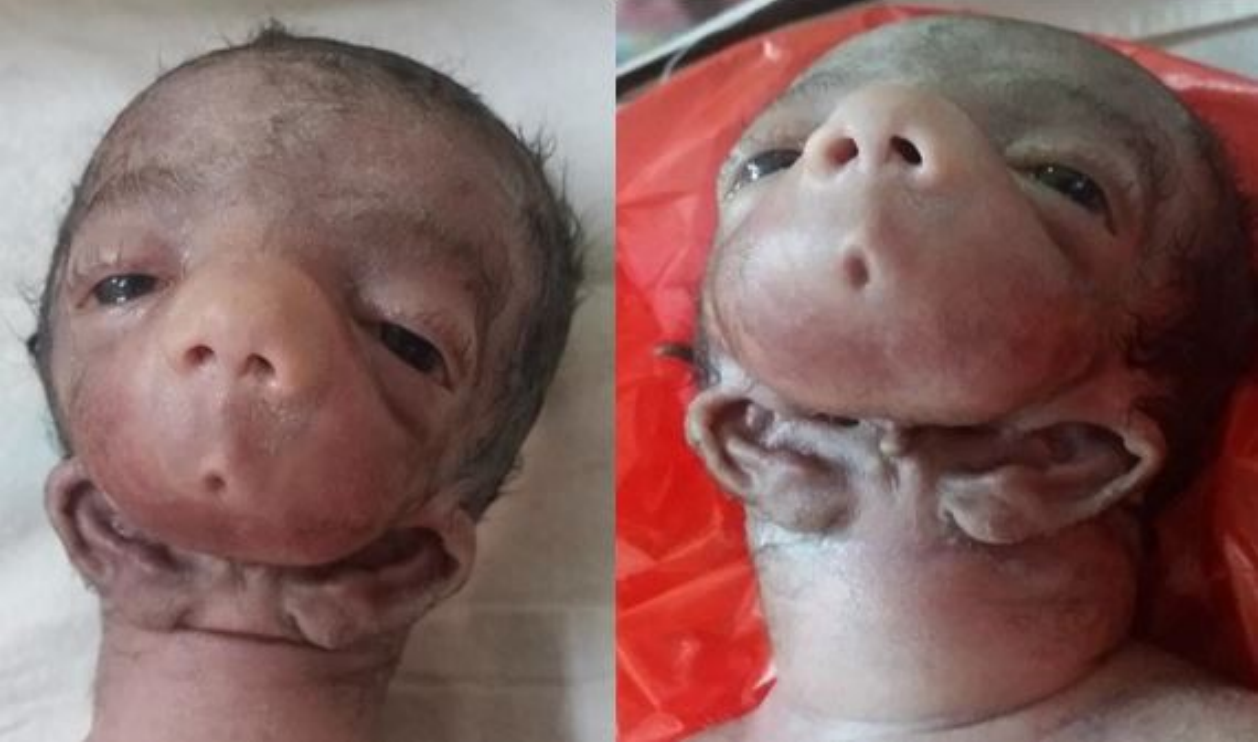
Weibliches Kleinkind mit Otozephalie

Die Otozephalie (von altgriechisch ὄτο oto, deutsch ‚Ohr‘, und κέφαλος kephalos, deutsch ‚Kopf‘) ist eine sehr seltene angeborene, häufig letale Fehlbildung des Gesichtsschädels, bei welcher der Unterkiefer vollständig oder teilweise nicht angelegt ist (Agnathie).
Häufig besteht eine Kombination mit einer Holoprosencephalie und einem Situs inversus.
Die Erstbeschreibung stammt aus dem Jahre 1983 durch die US-amerikanischen Ärzte Richard M. Pauli und Mitarbeiter.

## Verbreitung und Ursache
Die Häufigkeit ist nicht bekannt, die Vererbung erfolgt  autosomal.
Der Erkrankung liegen Mutationen im PRRX1-Gen auf Chromosom 1 Genort q24.2 zugrunde.

## Klinische Erscheinungen
Klinische Kriterien sind:
- Gesichtsdysmorphie mit unvollständigem oder fehlendem Unterkiefer
- häufig Atemprobleme bis zum raschen Versterben
- oft weitere Fehlbildungen wie Holoprosenzephalie, Situs inversus oder Extremitätendefekte

## Diagnose
Eine Erfassung ist bereits pränatal mittels Feinultraschall möglich.

## Heilungsaussicht
Die Prognose hängt vom Schweregrad der Gesichtsdefekte ab.